# Kap Bridgman
Kap Bridgman är en udde i Grönland (Kungariket Danmark). Den ligger i den norra delen av Grönland, 2 200 km nordost om huvudstaden Nuuk.
Terrängen inåt land är kuperad åt sydväst, men åt nordost är den platt.  Trakten runt Kap Bridgman är nära nog obefolkad, med mindre än två invånare per kvadratkilometer. Det finns inga samhällen i närheten. 